# Nani Tedeschi
Nani Tedeschi (Cadelbosco di Sopra, 5 settembre 1938 – Reggio Emilia, 8 agosto 2017) è stato un pittore, disegnatore e incisore italiano.

## Biografia
Laureatosi in medicina a Sassari, comincia ad esercitare la professione, senza abbandonare l'originaria passione per il disegno e per la pittura, a cui dedica tutto il proprio tempo libero. 
"Tedeschi, tutt'altro che provinciale, viaggia molto fin dagli inizi e così, a Torino, conosce e si lega d'amicizia con Sironi e Ruggeri; a Milano è con Scanavino e quindi con Francese; a Roma va più tardi, non nel 1962-63 come nelle due città settentrionali, e incontra Trombadori e Fieschi. Amicizie che durano: Fieschi segue la ricerca di Tedeschi, viene a Cadelbosco, lo incoraggia."
"Lavoratore instancabile, Tedeschi collabora come grafico a numerose riviste e ad importanti quotidiani, lavorando di notte. Nel 1962 conosce Walter Piacesi e da lui apprende le tecniche dell’incisione a Fermignano presso Urbino." "Nani disse: "A Urbino c'era anche Bruscaglia, ma è a Piacesi che devo molto, poi mi ha interessato, a parte Morandi, De Vita e ho seguito molto anche il lavoro di Guerreschi""
"Nel 1965 è medico in Sardegna ed inizia una serie di collages a forti contrasti di colore che rimarranno una costante nelle sue opere."
"Dal 1965 al 1968 espone con personali a Oristano, Cagliari e Sassari mentre dal maggio del 1968 al giugno 1969 è a Sulmona e per un anno in Abruzzo vive un'esperienza diversa; conosce lì, fra gli altri, Di Genova e Meconi. Tra le amicizie da ricordare quelle con Giorgio Morandi e con Salvatore Quasimodo, per quest'ultimo - dice - devo fare una cartella con cinque poesie da illustrare: L'airone morto, Ride la gazza nera tra gli aranci, Arco aperto, In una città lontana e un'altra di cui non ricordo ora il nome."
Tedeschi ha partecipato ad importanti rassegne nazionali di rilevanza internazionale come: la 36ª Biennale di Venezia nel 1972. A seguito del successo abbandona la professione medica dedicandosi all'attività di disegnatore e di pittore, così da dare maggiore senso alla sua vita.
Dal 1972 "comincia una intensa attività di ricerca nel campo grafico che lo porta, tra l’altro, ad illustrare diversi libri; L’Orlando furioso, la Satira V dell’Ariosto, il Baldus, l’Eneide, il Dizionario del sesso, amore e voluttà, Storia di uno di noi, Thérèse philosophe, La coda del diavolo, Dell’ironia, Garibaldi a Milano, 3 uomini in Po, Asterischi, Mitomalacologia, Full time, Merit 85, Effusioni, Ironia e paura del quotidiano, I racconti di mio padre, Il faro dell’Isola dimenticata, Il principe errante."
A partire dagli anni Ottanta si interessa alla scultura e alle arti applicate, lavorando la ceramica e il vetro. 
Nel 1993 si trasferisce a Pratofontana, nel comune di Reggio Emilia.

## Attività

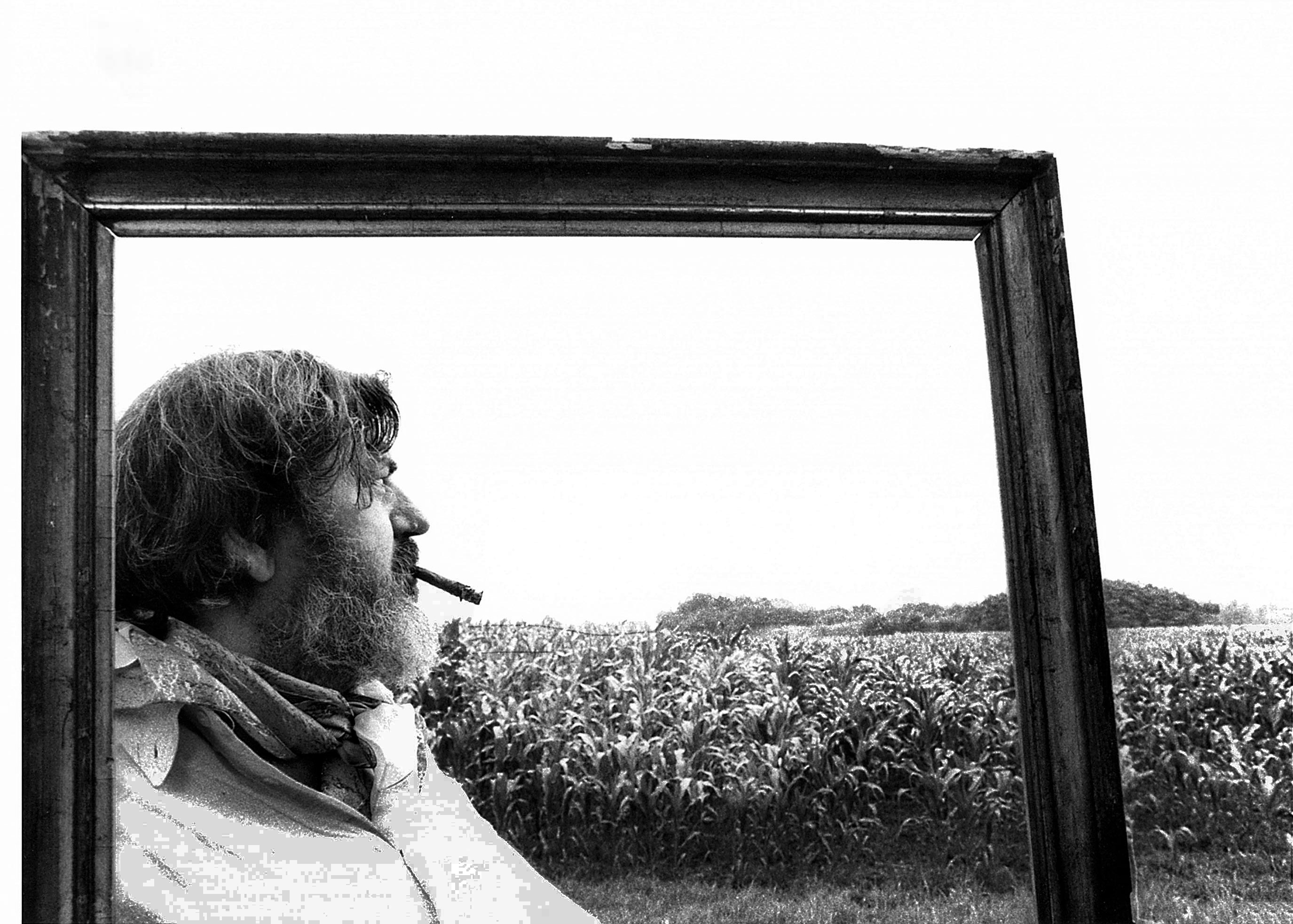
Nani Tedeschi a Pratofontana (Reggio Emilia)
giugno 1997

"Dal 1964 ha tenuto mostre personali in varie gallerie e centri espositivi di: Nevers, Vienna, Spalato, Hannover, Amburgo, Berlino, New York, Tokio, San Paolo del Brasile" "un crescendo di consensi che lo porteranno al Museo Ferrari di Maranello."
Le sue personali si sono tenute nelle principali città italiane in musei, fra cui si ricordano: Palazzo dei Diamanti di Ferrara, la Galleria d'Arte Moderna di Modena, Palazzo Braschi di Roma, Castello Sforzesco di Milano, alla Fortezza del Priama di Savona. "Vari comuni, fra cui Roma, Alessandria, Ancona, Forlì, Mantova, Milano, Ferrara, Mantova, Bondeno, Comacchio, Savona, Spotorno hanno allestito sue mostre dal 1975 ad oggi".
"Ma sarebbe riduttivo parlare delle innumerevoli personali e collettive di Nani trascurando la sua attività di promotore artistico. Già dagli anni '70 a Reggiolo, si creò un sodalizio di artisti e uomini di cultura che si radunava per promuovere eventi artistici di primissimo ordine, essendo Reggiolo luogo di nascita di Emile Giglioli, Nino Za, Carlo Santachiara. Con quelle personalità si discuteva d'arte, si organizzavano incontri con il pubblico e si realizzavano mostre di grande interesse in una temperie culturale di notevole spessore."
Nella sua attività di disegnatore ha illustrato le opere di: Ariosto, Virgilio, Collodi, Folengo, Mantegazza, Diderot, Chiabrera, Stendhal. 
Dal 1967 al 2000 ha realizzato innumerevoli cartoline e più di duecentocinquanta manifesti pubblici, collaborando, sempre in qualità di illustratore, al Corriere della Sera, al Giornale Nuovo, al Sole 24 Ore e alla RAI.

## Opere nei musei

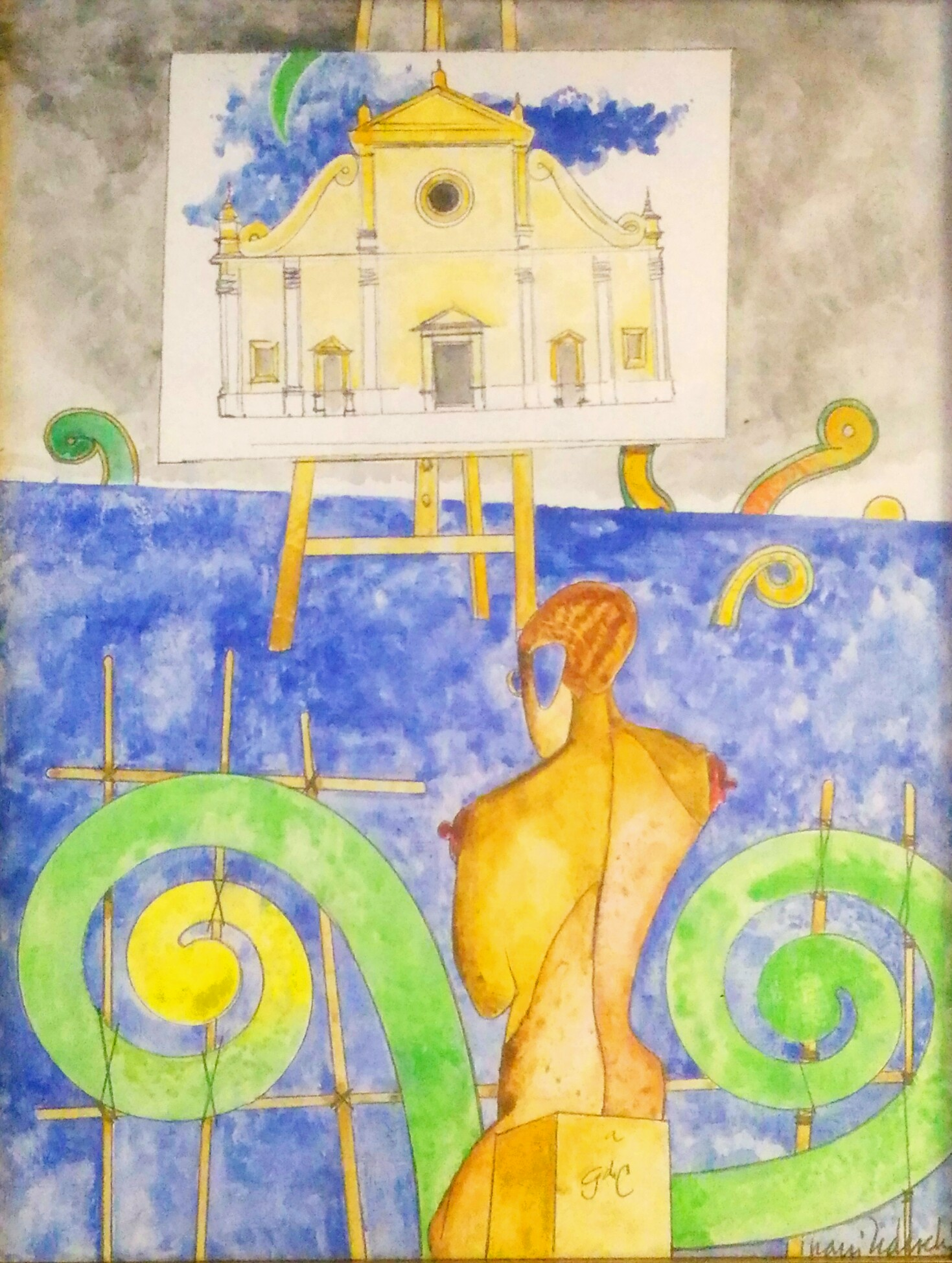
Nani Tedeschi
Ferrara "Il metafisico a San Francesco", 1993

- Galleria Civica d'Arte Contemporanea ex carceri "Alda Costa" di Copparo (FE)
- Musei Civici di Reggio Emilia
- Museo d'Arte di Avellino con l'opera Rondini.
- Museo Cervi di Gattatico.
- Pinacoteca Civica "G.Cattabriga" di Bondeno.
- Galleria d'Arte Moderna e Contemporanea "Villa Franceschi" di Riccione.

## Opere in luoghi pubblici
- Collezione d'Arte della CGIL di Roma
- Raccolta d'Arte Contemporanea Sant'Ilario d'Enza di Sant'Ilario d'Enza
- Raccolta d'Arte della Regione di Bologna
- Raccolta d'Arte della Provincia di Reggio Emilia
- Camera del Lavoro Territoriale di Reggio Emilia
- Sala Mostre Palazzo Casotti di Reggio Emilia
- Ridotto del Teatro Sociale della Concordia di Portomaggiore
- Biennale e Pinacoteca del Muro Dipinto di Dozza
- Stele commemorativa parco Iller Pattacini a Barco di Bibbiano
- Raccolta del '900 della Biblioteca Franco Messora di Gonzaga

## Antologia critica

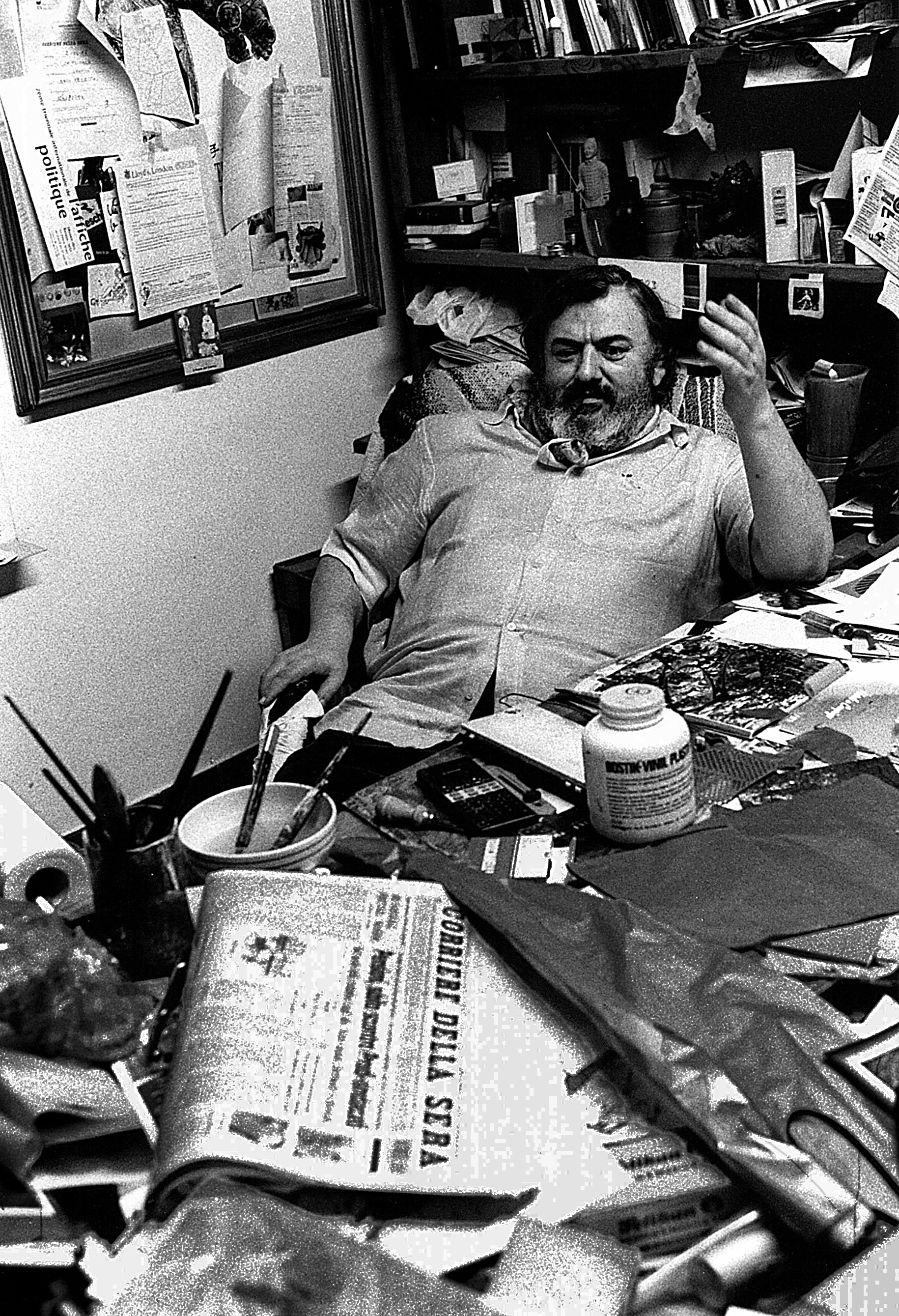
Nani Tedeschi a Pratofontana (Reggio Emilia)
giugno 1997

- 1968 Eugenio Riccomini, "Opera grafica", Càdelbosco Sopra, Municipio.
- 1971 Arturo Carlo Quintavalle, "Nani Teschi", Centro Attività Visive - Palazzo dei Diamanti, Ferrara
- 1972 Giorgio di Genova, "Nani Tedeschi", Castelnuvo monti, Galleria "Il centro"
- 1974 Elda Fezzi, "Nani Tedeschi", Milano Gallera angolare
- 1975 Giorgio Ruggeri, "Il Resto del Carlino" 30 gennaio 1975
- 1976 Italo Mussa, Comune di Ancona, Assessorato alla Pubblica Istruzione e alle Istituzioni culturali
- 1977 Claudio Spadoni, "Baldus 77", Mantova, Pescherie di Giulio Romano
- 1979 Sebastiano Grasso, "Disegni di Nani Tedeschi, ritratti in conchiglie", Corriere della Sera del 23/12/1979
- 1980 Alberto Bevilacqua, "Conchiglie emiliane di Nani Tedeschi", Giornale di Parma 7 marzo 1980
- 1980 Luciano Serra, "Cane di notte...dedicata a Pasolini", Milano Spazio Immagine
- 1982 Gianni Usvaldi, "Il saluto del sindaco", Gazzetta di Mantova, 24 aprile 1982
- 1983 Mario Penelope, "Reflexion... Omaggio a Rène Clair", Biennale di Venezia
- 1983 Paolo Pillittieri, "Reflexion... Omaggio a Rène Clair", Biennale di Venezia
- 1985 Alberto Bellocchio, "Il grande fiume", Mantova, Palazzo Ducale
- 1985 Ermanno Krumm, "Diario in forma di figure", Corriere della Sera, 8 gennaio 1985
- 1987 Bettino Craxi, "Memorie del Po, Rimini 44° Congrrsso Partito Socialista"
- 1987 Giorgio Mascherpa, "Nani Tedeschi", Castello Aragonese di Otanto
- 1987 Enrico Baj, "Memory's touch", New York branch, New York
- 1987 Franco Farina, "Memory's touch", New York branch, New York
- 1987 Luciano Caprile, "Memory's touch", New York branch, New York
- 1988 Guido Artom, "Ferrari e dintorni", Maranello (MO) Galleria Ferrari
- 1988 Luciano Caprile, "Ferrari e dintorni", Maranello (MO) Galleria Ferrari
- 1988 Umberto Bonafini, Ferrari e dintorni", Maranello (MO) Galleria Ferrari
- 1991 Massimo Mussini, "Angeli e cavalli di Cartoceto", Ancona
- 1991 Maria Chiara Cavazzoni, "Nani Tedeschi - Gli Oggetti - LA MEMORIA DEL GIOCO - IL GIOCO DELLA MEMORIA"
- 1991 Massimo Mussini, "Nani Tedeschi - Gli Oggetti - Il GIOCO DEGLI OGGETTI"
- 1991 Silvio Riolfo Marengo, "Nani Tedeschi - Gli Oggetti – I COLORI FEL VETRO"
- 1991 Massimo Mussini, "I cavalli verdi”, Maranello (MO) Galleria Ferrari
- 1991 Zeno Davoli, "I cavalli verdi”, Maranello (MO) Galleria Ferrari
- 1991 Gina Lagorio, “Di Liguria un po’” - GENEROSO OMAGGIO AL POETA, Savona, Fortezza del Primar
- 1991 Luciano Caprile, “Di Liguria un po’” - IL SEGNO DELL’UBIQUITA’, Savona, Fortezza del Primar
- 1991 Silvio Riolfo Marengo, "Nani Tedeschi - Gli Oggetti – I COLORI FEL VETRO"
- 1991 Massimo Mussini, "I cavalli verdi”, Maranello (MO) Galleria Ferrari
- 1991 Zeno Davoli, "I cavalli verdi”, Maranello (MO) Galleria Ferrari
- 1991 Gina Lagorio, “Di Liguria un po’” - GENEROSO OMAGGIO AL POETA, Savona, Fortezza del Primar
- 1991 Luciano Caprile, “Di Liguria un po’” - IL SEGNO DELL’UBIQUITA’, Savona, Fortezza del Primar
- 1991 Massimo Mussini, “Di Liguria un po’” – RISONANZE DELL’ANIMA, Savona, Fortezza del Primar
- 1991 Silvio Ridolfo Marengo, “Di Liguria un po’” – VIVER LA VITA E’ VIVER CON CONFORTO, Savona, Fortezza del Primar
- 1992 Albertina Bassi, “Stendhal 92”, Milano, L’Agrifoglio
- 1992 Mario De Micheli, “Stendhal 92”, Milano, L’Agrifoglio
- 1993 Massimo Mussini, “Le poesie dipinte”, Reggiolo, Teatro Municipale
- 1993 Mario De Micheli, “Sogni e Miraggi di Ferrara”, Ferrara
- 1995 Claudio Spadoni, “Libri scritti col lapis”, Resto del Carlino, 20 gennaio 1995
- 1997 Clementina Santi, “la Pietra e altri percorsi”, Castelnovo né Monti, Centro Polivalente
- 1997 Massimo Mussini, “Chez Morandi”, Viadana (MN)
- 1998 Sandro Parmiggiani, “G.Dossetti – Esegesi di un volto”, Reggio Emilia, Teatro Municipale
- 1999 Sergio Fortini, “Il segno nel vetro”, Portomaggiore, Teatro Concordia
- 1999 Alfredo Gianolio, “La terra delle Lucciole”, Gattatico (RE), Museo Cervi
- 2000 Gavino Ledda, “Disegni”, Sassari
- 2000 Massimo Mussini, “Manifesti di Nani Tedeschi dal 1967 al 2000”, Bagnacavallo, “Le cappuccine”
- 2003 Mauro Macario, “I luoghi della ri-creazione”, Reggio Emilia, Saletta Galaverni
- 2003 Massimo Mussini, “All’ombra del Boiardo”, Scandiano
- 2003 Loris Francesco Capovilla, “Pacem in Terris”; Pinerolo, Palazzo Vescovile
- 2004 Mauro Macario, “Bluverginese”, Comune di Portomaggiore
- 2004 Silvia Bottaro, “Bluverginese”, Comune di Portomaggiore
- 2005 Piergiorgio Oliveti, “I Fojonchi”, Reggio Emilia
- 2005 Luigi Picchi, “Un acquario latino”, Como, Galleria “Il Salotto”
- 2005 Michele Caldarelli, “Un acquario latino”, Como, Galleria “Il Salotto”
- 2006 Giancarlo Frison, “Don Chisciotte sono io”.
- 2006 Giorgio Notari, “Ciao Rembrandt”, Correggio, Palazzo Principi
- 2006 Massimo Mussini, “Ciao Rembrandt”, Correggio, Palazzo Principi
- 2007 Giuseppe Pedriali, “Nani Tedeschi non esiste”, Giornale di Reggio Emilia, 21/4/2007
- 2008 Mauro Macario, “Il Don Chisciotte”, Trento, Comune di Isera
- 2008 Eugenio Riccòmini, “Dentro al Correggio”, Correggio, Palazzo Municipale
- 2008 Lucia Fornari Schianchi, “Dentro al Correggio”, Correggio, Palazzo Municipale
- 2008 Giuseppe Pedriali, “Dentro al Correggio”, Correggio, Palazzo Municipale

## Mostre personali
- 1966 Galleria 23, Sassari.

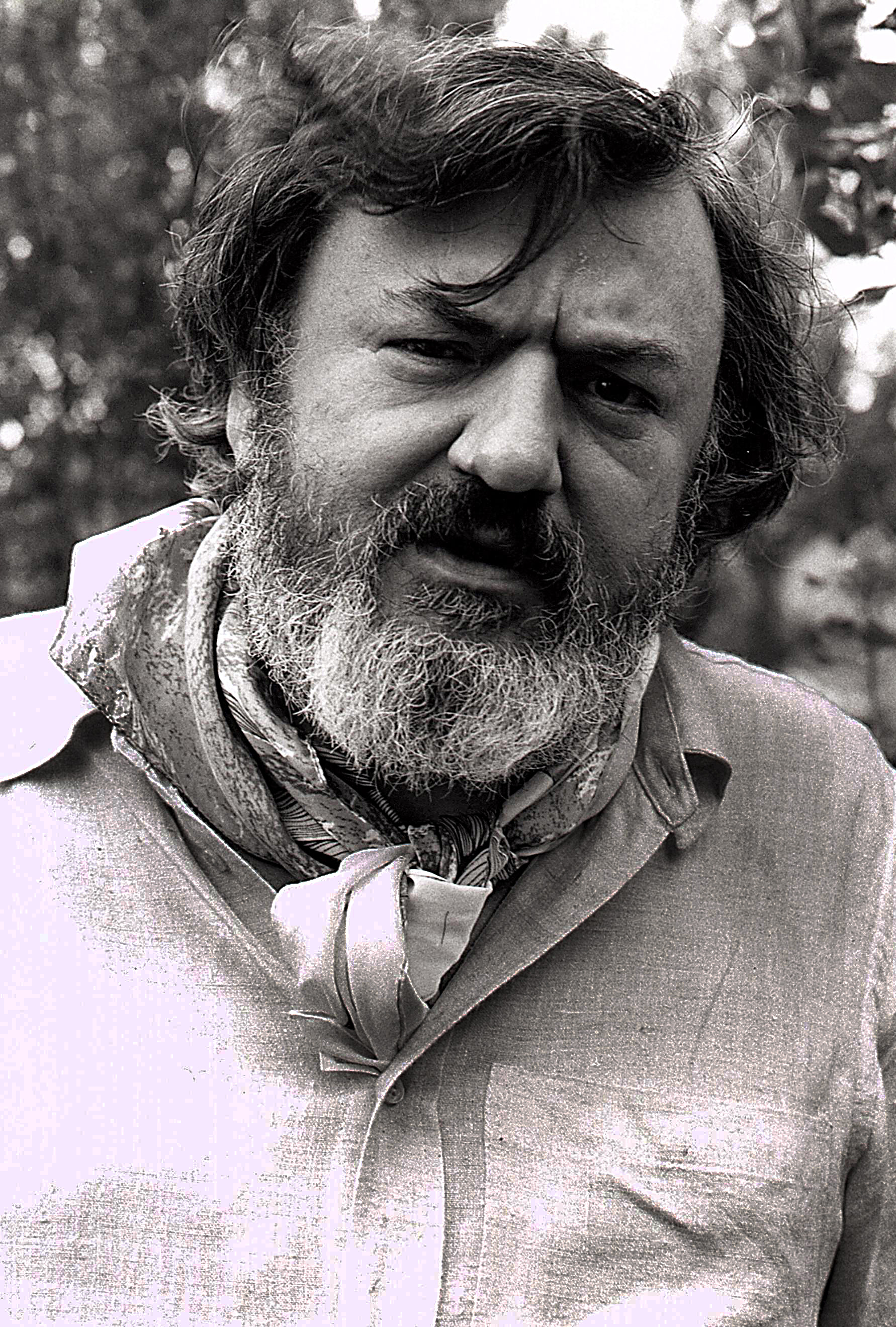
June 1997, Photographic portrait of Nani Tedeschi in Pratofontana (Reggio Emilia)

- 1967 Galleria Il Capitello, Cagliari; Galleria La Colonna, Oristano.
- 1968 Antologica di grafica, Comune di Cadelbosco Sopra; Kunstgalerie Gittertor, Berlino.
- 1969 Galleria La Stadera, Sulmona. Galleria del Cavallino bianco, Suzzara.
- 1970 Galleria La Baracca, Ravenna; Galleria La Saletta, Mantova; Circolo degli 11, Reggio Emilia.
- 1971 Sala Comunale, Cadelbosco Sopra; Centro Servizi Culturali, Cassa per il Mezzogiorno, Sulmona; Galleria d'Arte Moderna; Modena; Centro Studi Visivi, Palazzo dei Diamanti, Ferrara; Ente Manifestazioni Mantovane, Loggia di Giulio Romano, Mantova; Galleria Spazio, Circolo Italsider, Potenza; Antologica di grafica, Piombino; Galleria L'Ondina, Roma; Scenografia per il recital di Laura Betti, Ballate e canzoni, di Bertolt Brecht, Teatro Comunale, Modena.
- 1972 Galleria d'Arte Moderna Palazzo Braschi, Roma; Comune e Circolo Galileo, Piombino; Galleria Il Centro, Castelnovo Monti; Galleria La Baracca, Ravenna; Galleria Giorgi, Firenze; Galleria Garofalo, Rovigo.
- 1973 Ente Provinciale per il Turismo, L'Orlando furioso; L'Eneide, Reggio Emilia; Galleria La Stadera, Sulmona; International Art Center Delta, Roma; Circolo degli 11, Reggio Emilia.
- 1974 Palazzo comunale, Forlì; Galleria Angolare, Milano; Centro Internazionale della Grafica, Venezia; Galleria Mac 7, Roma; Centro d'Arte Il Castello, Feltre.
- 1975 Palazzo del Capitano del Popolo, Cesena; Comune di Ancona; Loggetta Lombardesca, Ravenna. Galleria Portici e Studio 5, Bologna; Galleria La Sfera, Modena; Galleria Le Arti, Forlì; Galleria Angolare, Milano.
- 1976 Comune di Ancona; Comune di Finale Emilia; Galleria Angolare, Milano; Galleria La Piazzetta, Roma; Studio 5, Bologna; Omaggio a Pier Paolo Pasolini, Teatro Uomo, Milano.
- 1977 Biblioteca comunale, Cadelbosco Sopra; Comune di Vetto; Pre-Baldus e Baldus '77, Loggia di Giulio Romano, Mantova; Ariosto, Satira V, EPT., Reggio Emilia; Galleria Angolare, Milano.
- 1978 castello Sforzesco, Milano; Maison de la Culture, Nevers; Circolo De Amicis, Milano.
- 1979 Istituto Italiano di Cultura, Vienna; Ente Manifestazioni Mantovane, Mantova; Biblioteca comunale, Cadelbosco Sopra; Mostra Itinerante L'Altro Mare, estate 1979; Ritratti di conchiglie, Galleria Spazio Immagine, Milano.
- 1980 Palazzo dei Diamanti, Ferrara; Galleria Niccoli, Parma; Galleria Spazio Immagine, Milano.
- 1981 Banca Popolare di Milano, Roma; Assessorato alla Cultura, Comune di Alessandria; Salon Galic, Spalato; Stadtparkasse Burgdord, Hannover.
- 1982 Galleria La Torre, Ente Manifestazioni Mantovane, Mantova; Libreria Croce, Roma; Rocca Municipale, Busseto; Palazzo del Vescovo, Codigoro; Olomouc, Cecoslovacchia; Comune di Bagnolo in Piano; Museo del Risorgimento e Libreria Rizzoli, Milano.
- 1983 Banca Popolare, Milano; EPT., Reggio Emilia; Galleria Il Salotto, Como.
- 1984 Castello Estense, Ferrara; Galleria D'Ars e Galleria Due Mondi, Milano; Fiera Millenaria, Gonzaga; Sala dei Notai, Bologna.
- 1985 Sala degli Alabardieri, Cremona; Salette del Castello, Mantova; Malacologia, Cupra marittima.
- 1986 Il Punto, Centro Arte Contemporanea, Roma; Galleria d'Arte 13, Reggio Emilia; Galleria 9 Colonne, Trento; Palazzo Frattini, Guastalla; Le cartoline di Nani Tedeschi, 67.a Manifestazione filatelica numismatica, Verona.
- 1987 Banca Popolare di Milano, New York; Ginza Gallery, Tokio; Isola Tiberina, Roma; Galleria 9 Colonne, Brescia; Palazzo delle Esposizioni, Madonna di Campiglio; Castello Aragonese, Otranto.
- 1988 Palazzo Bellini, Comacchio; Galleria Oddi Ricci, Piacenza; Villa Reale, Milano; Palazzo dei Consoli, Gubbio; Palazzo Gulinelli, Portomaggiore; Galleria Ferrari, Maranello; Lo Zodiaco, BPM piazza Meda, Milano; Studio Koning, Amburgo.
- 1989 Terra di rondini e di rane, Comune di Gazzoldo degli Ippoliti; Disegni per i libri, Fortezza Malatestiana, Fano; Comune di Camugnano; Animali, BPM piazza Meda, Milano; Museo d'Arte Brasiliana, S. Paolo del Brasile.
- 1990 Galleria Prisma, Verona; Disegni per "I racconti di mio padre" di L. Caprile, Savona e Provincia di Milano, Disegni per l'AISEL, Palazzo Guicciardini, Provincia di Milano; Comune di Gonzaga; Erbario, BPM piazza Meda, Milano.
- 1991 Disegni, Biblioteca Comunale di Fabbrico; Segni e disegni, Biblioteca Comunale Palazzo Sormani, Milano; I cavalli verdi, Galleria Ferrari, Maranello; Angeli e cavalli di Cartoceto, Assoluti di tennis, Ancona; Di Liguria un po', Fortezza del Priamar e Galleria S. Michele, Savona; Gli oggetti, Cavazzoni Show Room, Parma.
- 1992 I vetri, Biblioteca comunale di Cadelbosco Sopra; Gli oggetti, Fucina Fontanesi, Reggio Emilia; Disegni, Comune di Spotorno; Gli animali fantastici della Padania, sculture, ex Convento Santa Maria, Gonzaga; Stendhal, La Certosa di Parma, Saletta Galaverni, Reggio Emilia; Galleria Agrifoglio, Milano.
- 1993 La gatta di Ciarapanela, Castello delle Rocche, Finale Emilia; Sogni e miraggi di Ferrara, Studio d'arte Melotti, Ferrara; I miei campioni. Disegni del ciclismo, Fiera del Ciclo e Motociclo, Milano; Le poesie dipinte di Nani Tedeschi, Ridotto del Teatro comunale, Reggiolo.
- 1994 Omaggio a Guernica, Comune di Montefiorino; Non c'era tempo di piangere, Fondazione Cervi, Campegine; Le carte, Comune di Castelnovo Monti, Amministrazione Provinciale e Galleria Punto Arte, Modena.
- 1995 Da e per Guernica, Rocca Possente di Stellata, comune di Bondeno Da e per Guernica, Castello dei Pio, corpi La Certosa di Parma, Banca Popolare di Milano, Parma Paesaggi del Po, Galleria Arianna Sartori, Mantova.
- 1996 Da e per Guernica, Comune di Canossa Sacra Maternità, Palazzo Vittone, Pinerolo Omaggio alla Zucca, Rocca Matildica, Comune di Reggiolo Manifesti di Nani Tedeschi 1976/1996, Centro congressi Frentani, Roma.
- 1997 II fiume e altre storie, Galleria Lazzari, Roma Lungo il Dùrer, fin oltre Friederich, Istituto di Cultura Germanica, Bologna Omaggio a Morandi, Galleria Bedoli, Viadana La Pietra e altri percorsi, Centro Polivalente, Comune di Ca-stelnovo ne Monti. Le vele bevvero il vento, Scuola G. Marconi, New York Kleine Anthologien, Philharmonie, Berlino „Gaspard de la nuit', opere su carta, Comune di Desenzano sul Garda.
- 1998 Giuseppe Dossetti, Esegesi di un volto, Teatro Valli, Reggio Emilia Nani Tedeschi in cartolina, retrospettiva di disegni inediti, Veronafiera Tokio, giugno 1998 Giuseppe Dossetti, Esegesi di un volto, San Polo, Sede Municipale Giuseppe Dossetti, esegesi di un volto, Comune di Cavriago Gaspard de la nuit, Liceum Firenze Incontri inversi, Palazzo della Provincia, Savona.
- 1999 Giuseppe Dossetti, Esegesi di un volto, Palazzo Municipale, Comune di Bologna, Palazzo d'Accursio Cappella Farnese; Incontri inversi, Ego, Vado Ligure; Rossovolante, Palazzo dei congressi Spotorno; Nani Tedeschi disegni antologica, Amministrazione Provinciale Sassari; La terra delle lucciole, Museo Cervi, Campegine; Vetri disegnati, Teatro Concordia, Portomaggiore Ferrara; Esegesi di un volto; Don Dossetti, disegni, Fondazione Lazzati, Milano; Antologica: Porto Viro, Rovigo, Cà Cornera.
- 2000 Comune di Bagnacavallo: i "Nanifesti", manifesti di Nani Tedeschi; Studio Melotti, Ferrara, Kohelet-Ecclesiaste, chiesa di San Girolamo, Reggio Emilia; Homo viator, Museo del Patriarcato, Aquileia; Galleria dell'Ottagono, Comune di Bibbiano; Camera pista.
- 2001 Rigoletto, Casa del Rigoletto, Mantova; 8,75 Galleria d'arte, Reggio Emilia; Museo d'Arte Moderna, Gazoldo degli Ippoliti, antologica.
- 2002 Fiat mihi verbum caro factum est, Comune di Rubiera; Inte Domine speravi, Palazzo delle Azzarie, Savona; Il Foionco: da Simon Mago a Pederiali, Ferrara, Bologna, Modena, Milano, Reggio Emilia, La rossa e le altre, Galleria Comunale, Imola; Rigoletto, Pinerolo, museo Diocesano; quem genuit adoravit, Battistero del Duomo, Reggio Emilia Collages; Trittico per Giovanni XXIII, Battistero del Duomo, Reggio Emilia.
- 2003 La Nena, Comune di Bondeno, Comune di Bollate, disegni Pacem in Terris; Città di Pinerolo, Diocesi di Pinerolo, Comune di Scandiano, all'Ombra del Boiardo; Saletta Galaverni, Reggio Emilia: Collages.
- 2004 Trittico per la cappella "Giovanni XXIII", Battistero del Duomo, Reggio Emilia; Bluverginese, Delizia Estense del Verginese, Portomaggiore Ferrara; Savona, Palazzo delle Azzarie.
- 2005 Reggio Emilia, Seminario Vescovile; Albacete (Spagna); Don Chisciotte; Ferrara, studio Melotti; Como, Gallerie "Il Salotto".
- 2006 Isera (Trento): Don Chisciotte; Comune di Sassari: L'altro Don Chisciotte; Comune di Correggio, Palazzo dei Principi: "Ciao Rembrandt"
- 2007 Roma, San Giovanni in Laterano "Totus tuus"; Isola dell'Asinara "Don Chisciotte" Reggio Emilia; Palazzo Magnani, Ritratti per il decennale.
- 2008 Studio BFMR, Reggio Emilia; Gualtieri, Palazzo Bentivoglio; "Dal Correggio a Pinocchio", Savona, Cappella Sistina del Duomo; "Totus tuus"; Bologna, Galleria Tempo per le farfalle, Comune di Correggio; "Dentro il Correggio".
- 2009 "Incontri con l'Ippogrifo", Reggio Emilia, Chiostro di San Domenico.